# Frederik August van Anhalt-Zerbst
Frederik August (Stettin, 8 augustus 1734 – Luxemburg, 3 maart 1793) was de laatste vorst van Anhalt-Zerbst van 1747 tot 1793. Hij was de zoon van vorst Christiaan August en Johanna Elisabeth van Holstein-Gottorp en een broer van tsarina Catharina de Grote.
Frederik August was tweemaal gehuwd. Voor het eerst huwde hij op 17 november 1753 te Zerbst met prinses Caroline van Hessen-Kassel (Kassel 10 mei 1732 - Zerbst 22 mei 1759). Op 27 mei 1764 trouwde hij in Ballenstedt prinses Frederika van Anhalt-Bernburg (1744 – 12 april 1827), dochter van Victor Frederik van Anhalt-Bernburg.
Omdat zijn beide huwelijken kinderloos bleven en er ook geen andere wettige opvolgers waren, werden zijn bezittingen na zijn dood opgedeeld tussen Anhalt-Bernburg, Anhalt-Köthen en Anhalt-Dessau, terwijl de heerlijkheid Jever in Oost-Friesland werd geërfd door zijn zuster, Catharina II van Rusland.

## Kwartierstaat
| Johan VI van Anhalt-Zerbst (1621-1667) | Johan VI van Anhalt-Zerbst (1621-1667) | Johan VI van Anhalt-Zerbst (1621-1667) | Johan VI van Anhalt-Zerbst (1621-1667) | Johan VI van Anhalt-Zerbst (1621-1667)                | Johan VI van Anhalt-Zerbst (1621-1667)                | Sophia Augusta van Sleeswijk-Holstein-Gottorp (1630–1680) | Sophia Augusta van Sleeswijk-Holstein-Gottorp (1630–1680) | Sophia Augusta van Sleeswijk-Holstein-Gottorp (1630–1680) | Sophia Augusta van Sleeswijk-Holstein-Gottorp (1630–1680) | Sophia Augusta van Sleeswijk-Holstein-Gottorp (1630–1680) | Sophia Augusta van Sleeswijk-Holstein-Gottorp (1630–1680) |                                                 |                                                 | Georg Vollrath van Zeutsch (1624–1689)                   | Georg Vollrath van Zeutsch (1624–1689)                   | Georg Vollrath van Zeutsch (1624–1689)                   | Georg Vollrath van Zeutsch (1624–1689)                   | Georg Vollrath van Zeutsch (1624–1689)                   | Georg Vollrath van Zeutsch (1624–1689)                   | Christiane van Weißenbach (1645–1680)     | Christiane van Weißenbach (1645–1680)     | Christiane van Weißenbach (1645–1680) | Christiane van Weißenbach (1645–1680) | Christiane van Weißenbach (1645–1680)         | Christiane van Weißenbach (1645–1680)         |                                               |                                               | Christiaan Albrecht van Sleeswijk-Holstein-Gottorp (1641-1695) | Christiaan Albrecht van Sleeswijk-Holstein-Gottorp (1641-1695) | Christiaan Albrecht van Sleeswijk-Holstein-Gottorp (1641-1695) | Christiaan Albrecht van Sleeswijk-Holstein-Gottorp (1641-1695) | Christiaan Albrecht van Sleeswijk-Holstein-Gottorp (1641-1695) | Christiaan Albrecht van Sleeswijk-Holstein-Gottorp (1641-1695) | Frederika Amalia van Denemarken (1649-1704)                  | Frederika Amalia van Denemarken (1649-1704)                  | Frederika Amalia van Denemarken (1649-1704)                  | Frederika Amalia van Denemarken (1649-1704)                  | Frederika Amalia van Denemarken (1649-1704)                  | Frederika Amalia van Denemarken (1649-1704)                  |                                                              |                                                              | Frederik VII van Baden-Durlach (1647-1709)                   | Frederik VII van Baden-Durlach (1647-1709)                   | Frederik VII van Baden-Durlach (1647-1709)        | Frederik VII van Baden-Durlach (1647-1709)        | Frederik VII van Baden-Durlach (1647-1709)        | Frederik VII van Baden-Durlach (1647-1709)        | Augusta Maria van Sleeswijk-Holstein-Gottorp (1649-1728) | Augusta Maria van Sleeswijk-Holstein-Gottorp (1649-1728) | Augusta Maria van Sleeswijk-Holstein-Gottorp (1649-1728) | Augusta Maria van Sleeswijk-Holstein-Gottorp (1649-1728) | Augusta Maria van Sleeswijk-Holstein-Gottorp (1649-1728) | Augusta Maria van Sleeswijk-Holstein-Gottorp (1649-1728) |  |  |  |  |  |  |  |  |  |  |  |  |  |  |  |  |  |  |  |  |  |  |  |  |  |  |  |  |  |  |  |  |  |  |  |  |  |  |  |  |  |  |  |  |  |  |  |  |
| Johan VI van Anhalt-Zerbst (1621-1667) | Johan VI van Anhalt-Zerbst (1621-1667) | Johan VI van Anhalt-Zerbst (1621-1667) | Johan VI van Anhalt-Zerbst (1621-1667) | Johan VI van Anhalt-Zerbst (1621-1667)                | Johan VI van Anhalt-Zerbst (1621-1667)                | Sophia Augusta van Sleeswijk-Holstein-Gottorp (1630–1680) | Sophia Augusta van Sleeswijk-Holstein-Gottorp (1630–1680) | Sophia Augusta van Sleeswijk-Holstein-Gottorp (1630–1680) | Sophia Augusta van Sleeswijk-Holstein-Gottorp (1630–1680) | Sophia Augusta van Sleeswijk-Holstein-Gottorp (1630–1680) | Sophia Augusta van Sleeswijk-Holstein-Gottorp (1630–1680) |                                                 |                                                 | Georg Vollrath van Zeutsch (1624–1689)                   | Georg Vollrath van Zeutsch (1624–1689)                   | Georg Vollrath van Zeutsch (1624–1689)                   | Georg Vollrath van Zeutsch (1624–1689)                   | Georg Vollrath van Zeutsch (1624–1689)                   | Georg Vollrath van Zeutsch (1624–1689)                   | Christiane van Weißenbach (1645–1680)     | Christiane van Weißenbach (1645–1680)     | Christiane van Weißenbach (1645–1680) | Christiane van Weißenbach (1645–1680) | Christiane van Weißenbach (1645–1680)         | Christiane van Weißenbach (1645–1680)         |                                               |                                               | Christiaan Albrecht van Sleeswijk-Holstein-Gottorp (1641-1695) | Christiaan Albrecht van Sleeswijk-Holstein-Gottorp (1641-1695) | Christiaan Albrecht van Sleeswijk-Holstein-Gottorp (1641-1695) | Christiaan Albrecht van Sleeswijk-Holstein-Gottorp (1641-1695) | Christiaan Albrecht van Sleeswijk-Holstein-Gottorp (1641-1695) | Christiaan Albrecht van Sleeswijk-Holstein-Gottorp (1641-1695) | Frederika Amalia van Denemarken (1649-1704)                  | Frederika Amalia van Denemarken (1649-1704)                  | Frederika Amalia van Denemarken (1649-1704)                  | Frederika Amalia van Denemarken (1649-1704)                  | Frederika Amalia van Denemarken (1649-1704)                  | Frederika Amalia van Denemarken (1649-1704)                  |                                                              |                                                              | Frederik VII van Baden-Durlach (1647-1709)                   | Frederik VII van Baden-Durlach (1647-1709)                   | Frederik VII van Baden-Durlach (1647-1709)        | Frederik VII van Baden-Durlach (1647-1709)        | Frederik VII van Baden-Durlach (1647-1709)        | Frederik VII van Baden-Durlach (1647-1709)        | Augusta Maria van Sleeswijk-Holstein-Gottorp (1649-1728) | Augusta Maria van Sleeswijk-Holstein-Gottorp (1649-1728) | Augusta Maria van Sleeswijk-Holstein-Gottorp (1649-1728) | Augusta Maria van Sleeswijk-Holstein-Gottorp (1649-1728) | Augusta Maria van Sleeswijk-Holstein-Gottorp (1649-1728) | Augusta Maria van Sleeswijk-Holstein-Gottorp (1649-1728) |  |  |  |  |  |  |  |  |  |  |  |  |  |  |  |  |  |  |  |  |  |  |  |  |  |  |  |  |  |  |  |  |  |  |  |  |  |  |  |  |  |  |  |  |  |  |  |  |
|                                        |                                        |                                        |                                        |                                                       |                                                       |                                                           |                                                           |                                                           |                                                           |                                                           |                                                           |                                                 |                                                 |                                                          |                                                          |                                                          |                                                          |                                                          |                                                          |                                           |                                           |                                       |                                       |                                               |                                               |                                               |                                               |                                                                |                                                                |                                                                |                                                                |                                                                |                                                                |                                                              |                                                              |                                                              |                                                              |                                                              |                                                              |                                                              |                                                              |                                                              |                                                              |                                                   |                                                   |                                                   |                                                   |                                                          |                                                          |                                                          |                                                          |                                                          |                                                          |  |  |  |  |  |  |  |  |  |  |  |  |  |  |  |  |  |  |  |  |  |  |  |  |  |  |  |  |  |  |  |  |  |  |  |  |  |  |  |  |  |  |  |  |  |  |  |  |
|                                        |                                        |                                        |                                        | Johan Lodewijk van Anhalt-Zerbst-Dornburg (1656-1704) | Johan Lodewijk van Anhalt-Zerbst-Dornburg (1656-1704) | Johan Lodewijk van Anhalt-Zerbst-Dornburg (1656-1704)     | Johan Lodewijk van Anhalt-Zerbst-Dornburg (1656-1704)     | Johan Lodewijk van Anhalt-Zerbst-Dornburg (1656-1704)     | Johan Lodewijk van Anhalt-Zerbst-Dornburg (1656-1704)     |                                                           |                                                           |                                                 |                                                 |                                                          |                                                          | Christina Elenora van Zeutsch (1666-1699)                | Christina Elenora van Zeutsch (1666-1699)                | Christina Elenora van Zeutsch (1666-1699)                | Christina Elenora van Zeutsch (1666-1699)                | Christina Elenora van Zeutsch (1666-1699) | Christina Elenora van Zeutsch (1666-1699) |                                       |                                       |                                               |                                               |                                               |                                               |                                                                |                                                                |                                                                |                                                                | Christiaan August van Sleeswijk-Holstein-Gottorp (1673-1726)   | Christiaan August van Sleeswijk-Holstein-Gottorp (1673-1726)   | Christiaan August van Sleeswijk-Holstein-Gottorp (1673-1726) | Christiaan August van Sleeswijk-Holstein-Gottorp (1673-1726) | Christiaan August van Sleeswijk-Holstein-Gottorp (1673-1726) | Christiaan August van Sleeswijk-Holstein-Gottorp (1673-1726) |                                                              |                                                              |                                                              |                                                              |                                                              |                                                              | Albertina Frederike van Baden-Durlach (1682-1755) | Albertina Frederike van Baden-Durlach (1682-1755) | Albertina Frederike van Baden-Durlach (1682-1755) | Albertina Frederike van Baden-Durlach (1682-1755) | Albertina Frederike van Baden-Durlach (1682-1755)        | Albertina Frederike van Baden-Durlach (1682-1755)        |                                                          |                                                          |                                                          |                                                          |  |  |  |  |  |  |  |  |  |  |  |  |  |  |  |  |  |  |  |  |  |  |  |  |  |  |  |  |  |  |  |  |  |  |  |  |  |  |  |  |  |  |  |  |  |  |  |  |
|                                        |                                        |                                        |                                        | Johan Lodewijk van Anhalt-Zerbst-Dornburg (1656-1704) | Johan Lodewijk van Anhalt-Zerbst-Dornburg (1656-1704) | Johan Lodewijk van Anhalt-Zerbst-Dornburg (1656-1704)     | Johan Lodewijk van Anhalt-Zerbst-Dornburg (1656-1704)     | Johan Lodewijk van Anhalt-Zerbst-Dornburg (1656-1704)     | Johan Lodewijk van Anhalt-Zerbst-Dornburg (1656-1704)     |                                                           |                                                           |                                                 |                                                 |                                                          |                                                          | Christina Elenora van Zeutsch (1666-1699)                | Christina Elenora van Zeutsch (1666-1699)                | Christina Elenora van Zeutsch (1666-1699)                | Christina Elenora van Zeutsch (1666-1699)                | Christina Elenora van Zeutsch (1666-1699) | Christina Elenora van Zeutsch (1666-1699) |                                       |                                       |                                               |                                               |                                               |                                               |                                                                |                                                                |                                                                |                                                                | Christiaan August van Sleeswijk-Holstein-Gottorp (1673-1726)   | Christiaan August van Sleeswijk-Holstein-Gottorp (1673-1726)   | Christiaan August van Sleeswijk-Holstein-Gottorp (1673-1726) | Christiaan August van Sleeswijk-Holstein-Gottorp (1673-1726) | Christiaan August van Sleeswijk-Holstein-Gottorp (1673-1726) | Christiaan August van Sleeswijk-Holstein-Gottorp (1673-1726) |                                                              |                                                              |                                                              |                                                              |                                                              |                                                              | Albertina Frederike van Baden-Durlach (1682-1755) | Albertina Frederike van Baden-Durlach (1682-1755) | Albertina Frederike van Baden-Durlach (1682-1755) | Albertina Frederike van Baden-Durlach (1682-1755) | Albertina Frederike van Baden-Durlach (1682-1755)        | Albertina Frederike van Baden-Durlach (1682-1755)        |                                                          |                                                          |                                                          |                                                          |  |  |  |  |  |  |  |  |  |  |  |  |  |  |  |  |  |  |  |  |  |  |  |  |  |  |  |  |  |  |  |  |  |  |  |  |  |  |  |  |  |  |  |  |  |  |  |  |
|                                        |                                        |                                        |                                        |                                                       |                                                       |                                                           |                                                           |                                                           |                                                           | Christiaan August van Anhalt-Zerbst (1690-1747)           | Christiaan August van Anhalt-Zerbst (1690-1747)           | Christiaan August van Anhalt-Zerbst (1690-1747) | Christiaan August van Anhalt-Zerbst (1690-1747) | Christiaan August van Anhalt-Zerbst (1690-1747)          | Christiaan August van Anhalt-Zerbst (1690-1747)          |                                                          |                                                          |                                                          |                                                          |                                           |                                           |                                       |                                       |                                               |                                               |                                               |                                               |                                                                |                                                                |                                                                |                                                                |                                                                |                                                                |                                                              |                                                              |                                                              |                                                              | Johanna Elisabeth van Sleeswijk-Holstein-Gottorp (1712-1760) | Johanna Elisabeth van Sleeswijk-Holstein-Gottorp (1712-1760) | Johanna Elisabeth van Sleeswijk-Holstein-Gottorp (1712-1760) | Johanna Elisabeth van Sleeswijk-Holstein-Gottorp (1712-1760) | Johanna Elisabeth van Sleeswijk-Holstein-Gottorp (1712-1760) | Johanna Elisabeth van Sleeswijk-Holstein-Gottorp (1712-1760) |                                                   |                                                   |                                                   |                                                   |                                                          |                                                          |                                                          |                                                          |                                                          |                                                          |  |  |  |  |  |  |  |  |  |  |  |  |  |  |  |  |  |  |  |  |  |  |  |  |  |  |  |  |  |  |  |  |  |  |  |  |  |  |  |  |  |  |  |  |  |  |  |  |
|                                        |                                        |                                        |                                        |                                                       |                                                       |                                                           |                                                           |                                                           |                                                           | Christiaan August van Anhalt-Zerbst (1690-1747)           | Christiaan August van Anhalt-Zerbst (1690-1747)           | Christiaan August van Anhalt-Zerbst (1690-1747) | Christiaan August van Anhalt-Zerbst (1690-1747) | Christiaan August van Anhalt-Zerbst (1690-1747)          | Christiaan August van Anhalt-Zerbst (1690-1747)          |                                                          |                                                          |                                                          |                                                          |                                           |                                           |                                       |                                       |                                               |                                               |                                               |                                               |                                                                |                                                                |                                                                |                                                                |                                                                |                                                                |                                                              |                                                              |                                                              |                                                              | Johanna Elisabeth van Sleeswijk-Holstein-Gottorp (1712-1760) | Johanna Elisabeth van Sleeswijk-Holstein-Gottorp (1712-1760) | Johanna Elisabeth van Sleeswijk-Holstein-Gottorp (1712-1760) | Johanna Elisabeth van Sleeswijk-Holstein-Gottorp (1712-1760) | Johanna Elisabeth van Sleeswijk-Holstein-Gottorp (1712-1760) | Johanna Elisabeth van Sleeswijk-Holstein-Gottorp (1712-1760) |                                                   |                                                   |                                                   |                                                   |                                                          |                                                          |                                                          |                                                          |                                                          |                                                          |  |  |  |  |  |  |  |  |  |  |  |  |  |  |  |  |  |  |  |  |  |  |  |  |  |  |  |  |  |  |  |  |  |  |  |  |  |  |  |  |  |  |  |  |  |  |  |  |
|                                        |                                        |                                        |                                        |                                                       |                                                       |                                                           |                                                           |                                                           |                                                           |                                                           |                                                           |                                                 |                                                 |                                                          |                                                          |                                                          |                                                          |                                                          |                                                          |                                           |                                           |                                       |                                       |                                               |                                               |                                               |                                               |                                                                |                                                                |                                                                |                                                                |                                                                |                                                                |                                                              |                                                              |                                                              |                                                              |                                                              |                                                              |                                                              |                                                              |                                                              |                                                              |                                                   |                                                   |                                                   |                                                   |                                                          |                                                          |                                                          |                                                          |                                                          |                                                          |  |  |  |  |  |  |  |  |  |  |  |  |  |  |  |  |  |  |  |  |  |  |  |  |  |  |  |  |  |  |  |  |  |  |  |  |  |  |  |  |  |  |  |  |  |  |  |  |
|                                        |                                        |                                        |                                        |                                                       |                                                       |                                                           |                                                           |                                                           |                                                           |                                                           |                                                           |                                                 |                                                 |                                                          |                                                          |                                                          |                                                          |                                                          |                                                          |                                           |                                           |                                       |                                       |                                               |                                               |                                               |                                               |                                                                |                                                                |                                                                |                                                                |                                                                |                                                                |                                                              |                                                              |                                                              |                                                              |                                                              |                                                              |                                                              |                                                              |                                                              |                                                              |                                                   |                                                   |                                                   |                                                   |                                                          |                                                          |                                                          |                                                          |                                                          |                                                          |  |  |  |  |  |  |  |  |  |  |  |  |  |  |  |  |  |  |  |  |  |  |  |  |  |  |  |  |  |  |  |  |  |  |  |  |  |  |  |  |  |  |  |  |  |  |  |  |
|                                        |                                        |                                        |                                        | Catharina de Grote (1729–1796)                        | Catharina de Grote (1729–1796)                        | Catharina de Grote (1729–1796)                            | Catharina de Grote (1729–1796)                            | Catharina de Grote (1729–1796)                            | Catharina de Grote (1729–1796)                            |                                                           |                                                           |                                                 |                                                 | Willem Christiaan Frederik van Anhalt-Zerbst (1730-1742) | Willem Christiaan Frederik van Anhalt-Zerbst (1730-1742) | Willem Christiaan Frederik van Anhalt-Zerbst (1730-1742) | Willem Christiaan Frederik van Anhalt-Zerbst (1730-1742) | Willem Christiaan Frederik van Anhalt-Zerbst (1730-1742) | Willem Christiaan Frederik van Anhalt-Zerbst (1730-1742) |                                           |                                           |                                       |                                       | Frederik August van Anhalt-Zerbst (1734-1793) | Frederik August van Anhalt-Zerbst (1734-1793) | Frederik August van Anhalt-Zerbst (1734-1793) | Frederik August van Anhalt-Zerbst (1734-1793) | Frederik August van Anhalt-Zerbst (1734-1793)                  | Frederik August van Anhalt-Zerbst (1734-1793)                  |                                                                |                                                                |                                                                |                                                                | Augusta Christina Charlotte van Anhalt-Zerbst (1736-1736)    | Augusta Christina Charlotte van Anhalt-Zerbst (1736-1736)    | Augusta Christina Charlotte van Anhalt-Zerbst (1736-1736)    | Augusta Christina Charlotte van Anhalt-Zerbst (1736-1736)    | Augusta Christina Charlotte van Anhalt-Zerbst (1736-1736)    | Augusta Christina Charlotte van Anhalt-Zerbst (1736-1736)    |                                                              |                                                              |                                                              |                                                              | Elisabeth Ulrike van Anhalt-Zerbst (1742-1745)    | Elisabeth Ulrike van Anhalt-Zerbst (1742-1745)    | Elisabeth Ulrike van Anhalt-Zerbst (1742-1745)    | Elisabeth Ulrike van Anhalt-Zerbst (1742-1745)    | Elisabeth Ulrike van Anhalt-Zerbst (1742-1745)           | Elisabeth Ulrike van Anhalt-Zerbst (1742-1745)           |                                                          |                                                          |                                                          |                                                          |  |  |  |  |  |  |  |  |  |  |  |  |  |  |  |  |  |  |  |  |  |  |  |  |  |  |  |  |  |  |  |  |  |  |  |  |  |  |  |  |  |  |  |  |  |  |  |  |